# Accord de libre-échange complet et approfondi

Vingt-sept pays : Union européenne (UE), en 2019
Association européenne de libre-échange (AELE), quatre pays :
Islande • Liechtenstein • Norvège • Suisse
Participent à l'EEE (sauf la Suisse).
Zone de libre-échange approfondi et complet (ZLEAC), trois pays :
Géorgie • Moldavie • Ukraine
Participent à l'EEE, dans des domaines spécifiques.

- Vingt-sept pays : Union européenne (UE), en 2019
- Association européenne de libre-échange (AELE), quatre pays :
Islande • Liechtenstein • Norvège • Suisse

Participent à l'EEE (sauf la Suisse).
- Zone de libre-échange approfondi et complet (ZLEAC), trois pays :
Géorgie • Moldavie • Ukraine

Participent à l'EEE, dans des domaines spécifiques.

L'accord de libre-échange complet et approfondi (ALECA) ou Deep and Comprehensive Free Trade Agreement (DCFTA) est un accord d'association ainsi qu'un accord de libre échange signé entre différents États et l'Union européenne. Cet accord crée une zone de libre-échange approfondi et complet (ZLEAC, en anglais Deep and Comprehensive Free Trade Area, DCFTA). Il porte sur la question du libre échange, tant sur la réduction des droits de douane que sur la réduction des barrières non tarifaires, tant sur les services que les biens industriels ou les matières premières dont celles agricoles. Ainsi il vise à l'intégration du droit communautaire dans ces pays riverains de l'Union dans le but de faciliter les échanges entre les deux territoires. 

## Histoire

### Début des années 2010: les négociations
Les discussions pour la réalisation de ce type d'accord ont démarré respectivement en janvier et juillet 2010 pour la Moldavie et la Géorgie. Les négociations officielles ont démarré le 5 décembre 2011.
Le 14 décembre 2011, le Conseil européen souhaite que l'Union européenne lance des négociations pour des accords similaires avec l'Égypte, la Jordanie, le Maroc et la Tunisie. Les discussions ont démarré en 2012 avec la Tunisie. Dans le même temps des discussions similaires ont démarré avec l'Arménie, discussions qui s'arrêtent en septembre 2013, à la suite de la décision de l'Arménie d'intégrer l'Union économique eurasiatique,.

### Mise en place de l'ALECA avec la Géorgie, la Moldavie et l'Ukraine
Les deux premiers accords de ce type, l'accord d'association entre la Géorgie et l'Union européenne et l'accord d'association entre la Moldavie et l'Union européenne, entrent en vigueur le 1er janvier 2014. Le troisième, l'accord d'association entre l'Ukraine et l'Union européenne, entre en vigueur partiellement au cours de l'année 2014, avant de l'être en totalité le 1er janvier 2016.
La mise en place de l'accord permet aux pays d'augmenter leur part d'exportation vers l'UE de 43% en Ukraine et 63% en Moldavie, permettant à cette dernière de contrebalancer les effets des pressions et embargos russes.

### Autres pays
L'annonce des débuts des négociations sur l'accord d'association entre la Tunisie et l'Union européenne a eu lieu le 27 mai 2015. Quant à l'ouverture officielle des négociations avec ce pays, elle a eu lieu le 13 octobre 2015. La signature de l'accord fait craindre une explosion des prix des médicaments en Tunisie.